# Jacobs: un veterinario per agente
Jacobs: un veterinario per agente (Nord bei Nordwest) è una serie televisiva tedesca in onda dal 2014; in Italia è trasmessa da Giallo dal 2024.

## Trama
L'ex agente di polizia di Amburgo Hauke Jacobs si stabilisce nel villaggio immaginario di Schwanitz sul Mar Baltico per lavorare come veterinario. Acquista una vecchia nave abitabile, che diventa la sua casa. Dopo che il veterinario locale si è suicidato, ne rileva lo studio e assume la precedente assistente medica, Jule Christiansen. Tuttavia, non riesce a rinunciare al suo vecchio lavoro e supporta l'agente di polizia locale Lona Vogt nel suo lavoro.
Col passare del tempo, diventa chiaro che Hauke Jacobs non ha cercato la solitudine rurale del tutto volontariamente; in qualità di investigatore sotto copertura, aveva testimoniato in un processo contro dei criminali, motivo per cui ora vive nella piccola cittadina, dove tutti conoscono tutti e gli estranei attirano subito l'attenzione. Quando Jacobs riesce a rinunciare al suo “esilio”, decide di restare a Schwanitz e di non tornare nella grande città.
Anche l'agente di polizia locale Lona Vogt e l'assistente veterinaria Jule Christiansen sono personaggi chiave della serie, a cui viene dedicato molto spazio nella sceneggiatura. Entrambe corteggiano segretamente il veterinario e si contendono l'affetto dell'uomo single, il che dà vita a ogni sorta di sottotrama da commedia romantica, ma fa anche avanzare la trama principale. Nel settimo episodio Oro! Jacobs si rivela loro per la prima volta come un ex agente di polizia con il vero nome Hauke Witt. Nel nono episodio, Things of Life, torna ufficialmente a lavorare come poliziotto per la prima volta.
Dopo l'assenza di Lona Vogt per motivi di salute, Jacobs assume la direzione delle indagini su un omicidio avvenuto in una fattoria a Schwanitz come agente di polizia "part-time". Dopo essere tornata in servizio, Vogt viene sconfitta in un duello da un assassino e uccisa a colpi di arma da fuoco nell'undicesimo episodio, In Eigene Sache.
Dopo la morte di Vogt, nel dodicesimo episodio, L'attacco, subentra l'agente di polizia di Kiel Hannah Wagner. Sebbene Christiansen accolga calorosamente Wagner, il rapporto tra lei e Jacobs è inizialmente freddo. Tuttavia, nel 14º episodio, Nel nome del padre, i due si capiscono meglio e agiscono come una squadra.
Ulteriori gag comiche ricorrenti legate ai personaggi del film sono fornite dalle regolari apparizioni del piccolo imprenditore Ösker e dell'impresario delle pompe funebri.

## Episodi
| nº | Titolo originale               | Titolo italiano          | Prima TV originale | Prima TV Italia  |
| -- | ------------------------------ | ------------------------ | ------------------ | ---------------- |
| 1  | Käpt’n Hook                    | Capitan Uncino           | 6 novembre 2014    | 18 novembre 2024 |
| 2  | Der wilde Sven                 | Il feroce Sven           | 22 ottobre 2015    | 19 novembre 2024 |
| 3  | Estonia                        | Estonia                  | 30 marzo 2017      | 20 novembre 2024 |
| 4  | Der Transport                  | Il Portavalori           | 6 aprile 2017      | 21 novembre 2024 |
| 5  | Sandy                          | Sandy                    | 11 gennaio 2018    | 22 novembre 2024 |
| 6  | Waidmannsheil                  | Buona Caccia             | 18 gennaio 2018    | 25 novembre 2024 |
| 7  | Gold!                          | Alla Ricerca dell'Oro    | 3 gennaio 2019     | 26 novembre 2024 |
| 8  | Frau Irmler                    | La signora Irmler        | 10 gennaio 2019    | 27 novembre 2024 |
| 9  | Dinge des Lebens               | Vittima innocente        | 23 gennaio 2020    | 28 novembre 2024 |
| 10 | Ein Killer und ein Halber      | Omicidi misteriosi       | 30 gennaio 2020    | 29 novembre 2024 |
| 11 | In eigener Sache               | Un uomo misterioso       | 6 febbraio 2020    | 2 dicembre 2024  |
| 12 | Der Anschlag                   | L'attentato              | 7 gennaio 2021     | 3 dicembre 2024  |
| 13 | Conny & Maik                   | Conny e Maik             | 14 gennaio 2021    | 4 dicembre 2024  |
| 14 | Im Namen des Vaters            | Il corriere              | 21 gennaio 2021    | 5 dicembre 2024  |
| 15 | Ho Ho Ho! (speciale natalizio) | Speciale Natale          | 25 dicembre 2021   | 25 dicembre 2024 |
| 16 | Der Andy von nebenan           | Il cuore del gigante     | 6 gennaio 2022     | 6 dicembre 2024  |
| 17 | Der Ring                       | Ritorno al passato       | 13 gennaio 2022    | 9 dicembre 2024  |
| 18 | Wilde Hunde                    | Cani sciolti             | 20 gennaio 2022    | 10 dicembre 2024 |
| 19 | Auf der Flucht                 | Una via di fuga          | 5 gennaio 2023     | 11 dicembre 2024 |
| 20 | Canasta                        | Canasta                  | 12 gennaio 2023    | 12 dicembre 2024 |
| 21 | Natalja                        | Natalja                  | 19 gennaio 2023    | 13 dicembre 2024 |
| 22 | Kobold Nr. Vier                | Il quarto Cobòldo        | 4 gennaio 2024     | 16 dicembre 2024 |
| 23 | Der doppelte Lothar            | La doppia vita di Lothar | 11 gennaio 2024    | 17 dicembre 2024 |
| 24 | Die letzte Fähre               | L'ultimo traghetto       | 18 gennaio 2024    | 18 dicembre 2024 |
| 25 | Fette Ente mit Pilzen          | inedito                  | 2 gennaio 2025     | inedito          |
| 26 | Haare? Hartmann!               | inedito                  | 9 gennaio 2025     | inedito          |
| 27 | Das Nolden-Haus                | inedito                  | 16 gennaio 2025    | inedito          |
| 28 | Pechmarie                      | inedito                  | 2025               | inedito          |
| 29 | Blindgänger                    | inedito                  | 2025               | inedito          |
| 30 | Das dritte Grab                | inedito                  | 2025               | inedito          |

## Personaggi e interpreti

### Personaggi principali
- Hauke Jacobs (2014–in corso), interpretato da Hinnerk Schönemann. Veterinario a Schwanitz, direttore temporaneo della stazione di polizia di Schwanitz, buon amico dell'agente di polizia Lona Vogt e di Jule Christiansen.
- Lona Vogt (2014–2020), interpretata da Henny Reents. Responsabile della stazione di polizia di Schwanitz, buona amica di Hauke Jacobs e Jule Christiansen, figlia di Reimar Vogt.
- Jule Christiansen (2014–in corso), interpretata da Marleen Lohse. Assistente veterinaria e, dall'episodio 16, veterinaria a Schwanitz, buona amica di Hauke Jacobs, Lona Vogt e Hannah Wagner.
- Sarah Winter (2020), interpretata da Anja Schneider. Commissario di Kiel che aiuta Hauke Jacobs a risolvere il caso dopo la morte di Lona Vogt.
- Hannah Wagner (2021–in corso), interpretata da Jana Klinge. Commissaria che prende il posto di Lona Vogt a Schwanitz. Buona amica di Jule Christiansen.
- Reimar Vogt (2014–in corso), interpretato da Peter Prager. Ex agente segreto, padre di Lona Vogt, è costretto un giorno a sparire di nuovo e dà la caccia all'assassino di sua moglie (madre di Lona).
- Mehmet Ösker (2014–in corso), interpretato da Cem-Ali Gültekin. Imprenditore pasticcione di Schwanitz, sempre alla ricerca di nuovi lavori, si dedica a un'attività diversa e poco redditizia in ogni episodio.
- Michael Töteberg (2015–in corso), interpretato da Stephan A. Tölle. Becchino di Schwanitz.
- Ellen Bleckmann (2015–in corso), interpretata da Regine Hentschel. Becchina di Schwanitz, soprannominata "Blecky" dal collega Töteberg.
- Bine Pufal (2017–in corso), interpretata da Victoria Fleer. Nella prima puntata gestisce un'azienda di taxi con il marito, poi, dall'episodio 4, diventa albergatrice a Schwanitz.
- Martin Puttkammer (2017–in corso), interpretato da Joshy Peters. Tecnico forense.
- Simon Rost (2017–2024), interpretato da Rainer Furch. Ex superiore di Hauke Jacobs.
- Timo Karstensen (2019–2020), interpretato da Lasse Myhr. Amico di Hauke Jacobs, fidanzato di Jule Christiansen, investigatore sotto copertura.

## Ascolti
| Puntata | Telespettatori (Germania) |
| ------- | ------------------------- |
| 1       | 5.350.000                 |
| 2       | 4,680.000                 |
| 3       | 5.960.000                 |
| 4       | 5.890.000                 |
| 5       | 5.850.000                 |
| 6       | 6.670.000                 |
| 7       | 6.450.000                 |
| 8       | 6.810.000                 |
| 9       | 7.200.000                 |
| 10      | 6.980.000                 |
| 11      | 7.070.000                 |
| 12      | 8.160.000                 |
| 13      | 8.550.000                 |
| 14      | 10.080.000                |
| 15      | 7.440.000                 |
| 16      | 8.120.000                 |
| 17      | 8.880.000                 |
| 18      | 8.020.000                 |
| 19      | 7.960.000                 |
| 20      | 8.010.000                 |
| 21      | 6.640.000                 |
| 22      | 7.580.000                 |
| 23      | 8.080.000                 |
| 24      | 8.040.000                 |
| 25      | 7.680.000                 |
| 26      | 6.850.000                 |
| 27      | 6.950.000                 |